# Victor Dubowitz
Victor Dubowitz (ur. 6 sierpnia 1931 w Beaufort West) – angielski lekarz pediatra i neurolog, profesor emeritus University of London. 

## Życiorys
Victor Dubowitz urodził się 6 sierpnia 1931 w Beaufort West (Południowa Afryka), odbył studia medyczne oraz prawo wykonywania zawodu uzyskał na Uniwersytecie Kapsztadzkim. W latach 1961–1972 był asystentem na oddziale pediatrycznym w szpitalu uniwersyteckim w Sheffield. Pracę doktorską obronił na University of Sheffield (Wielka Brytania) w 1965 pod kierunkiem prof. Eversona Pearse bazując na swoich pionierskich pracach dotyczących badań histochemicznych w rozwijających i chorobowo zmienionych mięśniach. Od 1972 profesor pediatrii w University of London (od 1996 profesor emeritus)).
Członek założyciel towarzystw naukowych European Paediatric Neurology Society oraz World Muscle Society. Współtwórca i redaktor naczelny czasopism Neuromuscular Disorders oraz European Journal of Paediatric Neurology.

## Ważniejsze publikacje
- Developing and Diseased Muscle : A Histochemical Study. 1968. ISBN 978-0-685346-19-8. Brak numerów stron w książce
- The Floppy Infant (2 wydanie). 1991. ISBN 978-0-521412-03-2. Brak numerów stron w książce
- Muscle Biopsy: A Practical Approach (4 wydanie). 2013. ISBN 978-0-702043-40-6. Brak numerów stron w książce
- Gestational Age of the Newborn - A Clinical Manual. 1977. ISBN 978-0-201011-71-5. Brak numerów stron w książce
- Muscle Disorders in Childhood (2 wydanie). 1995. ISBN 978-0-702014-37-6. Brak numerów stron w książce
- The Neurological Assessment of the Preterm and Full-Term Newborn Infant (2 wydanie). 1999. ISBN 978-1-898683-15-5. Brak numerów stron w książce
- A Colour Atlas of Muscle Disorders in Childhood (2 wydanie). 1989. ISBN 978-0-723408-11-6. Brak numerów stron w książce
- A Colour Atlas of Brain Disorders in the Newborn. 1989. ISBN 978-0-723415-12-1. Brak numerów stron w książce
- Ramblings of a peripatetic paediatrician. 2005. ISBN 978-1-841041-15-5. Brak numerów stron w książce

## Ważniejsze wyróżnienia
- Komandor Orderu Świętych Jerzego i Konstantyna (Grecja, 1980)[2],
- złoty medal Arvo Ylppö (Finlandia, 1982)[2],
- Jean Hunter Prize (Wielka Brytania, 1987)[2],
- złoty medal Gaetano Gaetano Conte (Włochy, 1991)[2],
- medal Cornelii Lange (Holandia, 1997)[2],
- złoty medal Jamesa Spence (Wielka Brytania, 2007)[2],
- Inauguracyjny Złoty Medal Jennifer Trust for Spinal Muscular Atrophy (Wielka Brytania, 2009)[2],
- nagroda Petera Emila Beckera (Niemcy, 2011)[2].

Imię profesora Victora Dubowitza noszą:
- Zespół Dubowitza – genetycznie uwarunkowany zespół wad wrodzonych[5]
- Choroba Dubowitza – rdzeniowy zanik mięśni typu II, genetycznie uwarunkowana degeneracja jąder przednich rdzenia kręgowego[6]

oraz
- Klinika w Great Ormond Street Hospital w Londynie (Dubowitz Neuromuscular Centre)[7]

## Życie osobiste
Był żonaty z dr Lilly Dubowitz (1930–2016) z domu Sebok (1961), ma czterech synów. 